# Pleurothallis loejtnantii
Pleurothallis loejtnantii är en orkidéart som beskrevs av Carlyle August Luer. Pleurothallis loejtnantii ingår i släktet Pleurothallis och familjen orkidéer. Inga underarter finns listade i Catalogue of Life.